# Scriptoplusia
Scriptoplusia là một chi bướm đêm thuộc họ Noctuidae.

## Loài
- Scriptoplusia nigriluna Walker, [1858]
- Scriptoplusia noona Ronkay, 1987
- Scriptoplusia pulchristigma Behounek & Ronkay, 1994
- Scriptoplusia rubiflabellata (Prout, 1921)